# Zhou Ji
Zhou Ji (chino: 周济, chino tradicional: 周濟, pin yin: Zhōu Jì) (* Shanghái, 1946 - ) es un ingeniero y político chino. Ministro de Educación de la República Popular China del 2003 al 2009.

## Biografía
Zhou Ji nació en Shanghái, el 26 de agosto de 1946. Estudió en la Universidad de Tsinghua en Pekín. Zhou también obtuvo el doctorado por la Universidad de Buffalo Universidad Estatal de Nueva York (Ph.D., 84, M.S.'81) en los Estados Unidos.
Zhou Ji fue nombrado Ministro de Educación de la República Popular China, el 17 de marzo del 2003, durante el 10.ª Asamblea Popular Nacional de la República Popular China (NPC) en Pekín. Zhou había sido Viceministro de Educación desde mayo del 2002.

## Trayectoria
- 1970: Universidad de Tsinghua, Departamento de Instrumentos de Precisión.
- 1978: Universidad de Ciencia y Tecnología de Huanzhong
- 1980: Universidad de Buffalo, Universidad Estatal de Nueva York
- 1984: Empieza a laborar en la Universidad de Ciencia y Tecnología de Huanzhong
- 1995: Vicerrector de la Universidad de Ciencia y Tecnología de Huanzhong
- 1997: Rector de la Universidad de Ciencia y Tecnología de Huanzhong
- 1999: Miembro de la Academia de Ingeniería de China
- 2000:
- 2001: Postula a alcalde de Wuhan
- 2002: Alcalde de Wuhan
- 1998—2003: Miembro de la 9.ª. Asamblea Popular Nacional de la República Popular China
- 2002: Viceministro de Educación de la República Popular China
- 2003: Ministro de Educación de la República Popular China.